# Abdurrahman Dereli
Abdurrahman Dereli (15 februari 1981) is een voormalig Turks professioneel voetballer.

## Clubcarrière
Dereli begon zijn carrière bij Akçaabat Sebatspor. Op 25 oktober 2000 debuteerde hij in de met 1-2 gewonnen bekerwedstrijd tegen Yimpaş Yozgatspor. Zijn competitiedebuut maakte hij in de met 5-4 gewonnen wedstrijd tegen Altay Izmir. In 2005 stapte hij over naar MKE Ankaragücü. Zijn eerste wedstrijd voor Ankaragücü was de 1-0 winst tegen Konyaspor. In de zomer van 2007 strikte Sivasspor Dereli voor 500.000 euro. Hij debuteerde voor Sivasspor in de met 0-3 gewonnen wedstrijd tegen Trabzonspor. Met Sivasspor werd hij in het seizoen 2008/2009 tweede in de Süper Lig en nam hij deel aan de kwalificatie voor de UEFA Champions League. Sivasspor verloor over twee wedstrijden met 6-3 van RSC Anderlecht. In 2011 nam promovendus Orduspor Dereli transfervrij over. Hij debuteerde voor Orduspor in de wedstrijd tegen Eskişehirspor, die met 2-1 werd gewonnen. Na één jaar verliet hij Orduspor en ging hij naar de nieuwe promovendus Kasımpaşa SK. In de met 2-1 verloren wedstrijd tegen Galatasaray SK. In de zomer van 2013 keerde hij na afwezigheid van 2 jaar terug naar Sivasspor.

### Statistieken
| Seizoen                   | Club                      | Competitie                | Competitie | Competitie | Beker          | Beker | Beker | Anders               | Anders | Anders | Totaal | Totaal |
| Seizoen                   | Club                      | Comp.                     | Wed.       | Dlp.       | Comp.          | Wed.  | Dlp.  | Comp.                | Wed.   | Dlp.   | Wed.   | Dlp.   |
| ------------------------- | ------------------------- | ------------------------- | ---------- | ---------- | -------------- | ----- | ----- | -------------------- | ------ | ------ | ------ | ------ |
| 2000/01                   | Akçaabat Sebatspor        | TFF 1. Lig                | 0          | 0          | Türkiye Kupası | 1     | 0     | Türkiye Süper Kupası | 0      | 0      | 1      | 0      |
| 2001/02                   | Akçaabat Sebatspor        | TFF 1. Lig                | 31         | 1          | Türkiye Kupası | 0     | 0     | -                    | -      | -      | 31     | 1      |
| 2002/03                   | Akçaabat Sebatspor        | TFF 1. Lig                | 32         | 4          | Türkiye Kupası | 0     | 0     | -                    | -      | -      | 32     | 4      |
| 2003/04                   | Akçaabat Sebatspor        | Süper Lig                 | 34         | 0          | Türkiye Kupası | 0     | 0     | -                    | -      | -      | 34     | 0      |
| 2004/05                   | Akçaabat Sebatspor        | Süper Lig                 | 13         | 0          | Türkiye Kupası | 1     | 0     | -                    | -      | -      | 14     | 0      |
| Totaal Akçaabat Sebatspor | Totaal Akçaabat Sebatspor | Totaal Akçaabat Sebatspor | 110        | 5          |                | 2     | 0     |                      | 0      | 0      | 112    | 5      |
| 2005/06                   | MKE Ankaragücü            | Süper Lig                 | 26         | 2          | Türkiye Kupası | 2     | 0     | -                    | -      | -      | 28     | 2      |
| 2006/07                   | MKE Ankaragücü            | Süper Lig                 | 32         | 2          | Türkiye Kupası | 5     | 0     | -                    | -      | -      | 37     | 2      |
| Totaal MKE Ankaragücü     | Totaal MKE Ankaragücü     | Totaal MKE Ankaragücü     | 58         | 4          |                | 7     | 0     |                      | -      | -      | 65     | 4      |
| 2007/08                   | Sivasspor                 | Süper Lig                 | 32         | 2          | Türkiye Kupası | 1     | 0     | -                    | -      | -      | 33     | 2      |
| 2008/09                   | Sivasspor                 | Süper Lig                 | 26         | 2          | Türkiye Kupası | 8     | 0     | -                    | -      | -      | 34     | 2      |
| 2009/10                   | Sivasspor                 | Süper Lig                 | 12         | 0          | Türkiye Kupası | 3     | 0     | CL/EL                | 1/2    | 0/0    | 24     | 0      |
| 2010/11                   | Sivasspor                 | Süper Lig                 | 19         | 1          | Türkiye Kupası | 1     | 0     | -                    | -      | -      | 20     | 1      |
| Totaal Sivasspor          | Totaal Sivasspor          | Totaal Sivasspor          | 89         | 5          |                | 13    | 0     |                      | 3      | 0      | 105    | 5      |
| 2011/12                   | Orduspor                  | Süper Lig                 | 21         | 0          | Türkiye Kupası | 3     | 0     | -                    | -      | -      | 24     | 0      |
| 2012/13                   | Kasımpaşa SK              | Süper Lig                 | 28         | 0          | Türkiye Kupası | 3     | 0     | -                    | -      | -      | 31     | 0      |
| 2013/14                   | Sivasspor                 | Süper Lig                 | 1          | 0          | Türkiye Kupası | 4     | 0     | -                    | -      | -      | 5      | 0      |
| 2014/15                   | Sivasspor                 | Süper Lig                 | 3          | 0          | Türkiye Kupası | 5     | 0     | Süper Lig -21        | 3      | 1      | 11     | 1      |
| Totaal Sivasspor          | Totaal Sivasspor          | Totaal Sivasspor          | 4          | 0          |                | 9     | 0     |                      | 3      | 1      | 16     | 1      |
| Totaal carrière           | Totaal carrière           | Totaal carrière           | 310        | 14         |                | 37    | 0     |                      | 6      | 1      | 353    | 15     |

Bijgewerkt t/m 2 mei 2015.

## Interlandcarrière
Dereli heeft één interland gespeeld voor Turkije onder de 19.
| Interlands van Abdurrahman Dereli voor Turkije onder 19 | Interlands van Abdurrahman Dereli voor Turkije onder 19 | Interlands van Abdurrahman Dereli voor Turkije onder 19 | Interlands van Abdurrahman Dereli voor Turkije onder 19 | Interlands van Abdurrahman Dereli voor Turkije onder 19 | Interlands van Abdurrahman Dereli voor Turkije onder 19 | Interlands van Abdurrahman Dereli voor Turkije onder 19 |
| №                                                       | Datum                                                   | Stad                                                    | Competitie                                              | Thuis                                                   | Uitslag                                                 | Uit                                                     |
| ------------------------------------------------------- | ------------------------------------------------------- | ------------------------------------------------------- | ------------------------------------------------------- | ------------------------------------------------------- | ------------------------------------------------------- | ------------------------------------------------------- |
| 1                                                       | 29-11-2000                                              | Ikast                                                   | Vriendschappelijke interland                            | Denemarken                                              | 3–2                                                     | Turkije                                                 |

## Palmares
Met Akçaabat Sebatspor
- Tweede plaats TFF 2. Lig: 1990/00 (Promotie naar TFF 1. Lig)
- Derde plaats TFF 1. Lig: 2002/2003 (Promotie naar Süper Lig)

Met Sivasspor
- Tweede plaats Süper Lig: 2008/2009